# Kleiber Motor Company
Kleiber Motor Company, vorher Kleiber & Company und Kleiber Motor Truck Company, war ein US-amerikanischer Hersteller von Kraftfahrzeugen.

## Unternehmensgeschichte
Paul Kleiber wechselte in den 1890er Jahren aus Elsaß-Lothringen in die USA. Dort experimentierte er mit Automobilen. Zu Beginn des 20. Jahrhunderts vertrieb er Nutzfahrzeuge der Gramm Motor Truck Company. Im November 1913 gründete er sein eigenes Unternehmen zur Fahrzeugproduktion. Dies war die Kleiber & Company mit Sitz in San Francisco in Kalifornien. Er fertigte ab 1914 Nutzfahrzeuge der Marke Kleiber.
1919 änderte sich die Firmierung in Kleiber Motor Truck Company. Zwischen 1924 und 1929 stellte er außerdem Personenkraftwagen her, die ebenfalls als Kleiber vermarktet wurden.
1929 wurde daraus die Kleiber Motor Company. Zu der Zeit bestand eine Verbindung zur Studebaker Corporation. Mit dem Tod von Kleiber 1938 wurde das Unternehmen aufgelöst.

## Fahrzeuge
Die Lastkraftwagen hatten zwischen 0,5 und 10 Tonnen Nutzlast.
Im Pkw-Angebot stand mit dem Six nur ein Modell. Ein Sechszylindermotor von der Continental Motors Company mit 60 PS Leistung trieb die Fahrzeuge an. Das Fahrgestell hatte zunächst 325 cm Radstand und ab 1927 310 cm Radstand. Von 1924 bis 1925 bestand die Karosseriewahl zwischen einem sportlichen Tourenwagen mit fünf Sitzen, einem California Top-Tourenwagen mit ebenfalls fünf Sitzen, einem Coach mit vier Sitzen und einer Limousine mit fünf Sitzen. 1926 kamen Coupé mit vier Sitzen und Brougham mit fünf Sitzen dazu. Ab 1927 gab es einen Standard-Tourenwagen mit fünf Sitzen, California Top-Tourenwagen mit fünf und sieben Sitzen, Coupé mit vier Sitzen sowie Coach, Brougham und Limousine mit jeweils fünf Sitzen.
Für 1929 sind zwei Exemplare eines Prototyps mit einem Reihen-Achtzylindermotor von Continental überliefert.

## Pkw-Modellübersicht
| Jahr      | Modell | Zylinder | Leistung (PS) | Radstand (cm) | Aufbau |
| --------- | ------ | -------- | ------------- | ------------- | --- |
| 1924–1925 | Six    | 6        | 60            | 325           | Sport Tourenwagen 5-sitzig, California Top Tourenwagen 5-sitzig, Coach 4-sitzig, Limousine 5-sitzig                                                   |
| 1926      | Six    | 6        | 60            | 325           | Sport Tourenwagen 5-sitzig, California Top Tourenwagen 5-sitzig, Coach 4-sitzig, Limousine 5-sitzig, Coupé 4-sitzig, Brougham 5-sitzig                |
| 1927      | Six    | 6        | 60            | 310           | Standard Tourenwagen 5-sitzig, California Top Tourenwagen 5-sitzig und 7-sitzig, Coupé 4-sitzig, Coach 5-stzig, Brougham 5-sitzig, Limousine 5-sitzig |
| 1928–1929 | Six    | 6        | 60            | 310           | Standard Tourenwagen 5-sitzig, California Top Tourenwagen 5-sitzig und 7-sitzig, Coupé 4-sitzig, Coach 5-stzig, Brougham 5-sitzig, Limousine 5-sitzig |

## Pkw-Produktionszahlen
| Jahr  | Produktionszahl |
| ----- | --------------- |
| 1924  | 69              |
| 1925  | 186             |
| 1926  | 212             |
| 1927  | 178             |
| 1928  | 133             |
| 1929  | 37              |
| Summe | 815             |